# Michał Styś
Michał Mirosław Styś (ur. 27 czerwca 1976 we Wrocławiu) – przedsiębiorca, architekt, pomysłodawca i twórca OFF Piotrkowska Center. Prezes Orange Property Group.

## Życiorys
Styś z wykształcenia jest architektem – ukończył studia inżynierskie i magisterskie na Wydziale Architektury i Urbanistyki Politechniki Wrocławskiej oraz Uniwersytetu Illinois w Urbanie i Champaign, gdzie uzyskał dyplom Executive MBA, a także Uniwersytetu Warszawskiego. Po studiach zdobywał doświadczenie w zarządzaniu projektami, projektowaniu urbanistycznym i architektonicznym budynków mieszkaniowych, handlowych, hotelowych i biurowych zdobywał w firmach Anthony Reddy Associates, Reddy Architecture & Urbanism Group w Irlandii, Archeus OY Ltd. w Finlandii czy BC Comm Group w Polsce. Od 2006 roku jest dyrektorem Zarządzającym OPG Property Professionals. W ramach pracy odpowiada za realizację inwestycji i zarządzanie aktywami.
W Łodzi zrealizował m.in. Orange Plaza Financial Center przy ul. Piotrkowskiej 166/168, Jaracza 47 Prestige – Dom Stefanusa przy ul. S. Jaracza 47, oraz kamienicę przy ul. Piotrkowskiej 120. Jest CEO Orange Property Group, prezesem OPG Orange Corner (od 2021), Cowalk (od 2019), a także Orange Property Management (od 2017). Jest pomysłodawcą rewitalizacji dawnej fabryki Franciszka Ramischa i twórcą OFF Piotrkowska Center w Łodzi, realizacji będącej laureatem I nagrody honorowej TUP na najlepiej zagospodarowaną przestrzeń publiczną, w kategorii „zrewitalizowana przestrzeń publiczna” w 2019 roku, a także nagrodzonej w plebiscycie National Geographic Traveler na 7 Cudów Polski w 2014 roku.
Jest członkiem komisji konkursowych, konkursów „Empatia” (2021) i „Kolorowa Tolerancja” (2023) o nagrodę im. Hikiego Fromera organizowanych przez Akademię Sztuk Pięknych im. Władysława Strzemińskiego oraz Centrum Dialogu im. Marka Edelmana. Jest członkiem Fińskiego Towarzystwa Architektury (SAFA) oraz posiada uprawnienia architektoniczne w Polsce.

### Życie prywatne
W Łodzi mieszka od 2007 roku, w niej również założył rodzinę.

## Wyróżnienia indywidualne
- Statuetka Amicus Academiae (2020) za ponadprzeciętne możliwości tworzone studentom łódzkiej ASP, przyznawana przez Akademię Sztuk Pięknych im. Władysława Strzemińskiego[10],
- Medal 600-lecia Miasta Łodzi (2023)[11].